# Papa João XIII
O Papa João XIII (Roma, 932 – Roma, 6 de setembro de 972) exerceu o papado de 1 de outubro de 965 a 6 de setembro de 972, por exatos 6 anos, 11 meses e 5 dias. Foi o 133º Papa. Foi imposto pelo imperador do Sacro Império Romano-Germânico e, por isso, não era bem aceito pelos romanos.[carece de fontes?]
A data do seu nascimento é desconhecida. Depois da morte do Papa João XII, em 964, Grammaticus Benedictus foi eleito seu sucessor com o nome de Bento V. Mas o imperador Otão I trouxe de volta a Roma o antipapa Leão VIII, nomeado por ele em 963, depois de ter banido a Bento para Hamburgo. Leão morreu em março de 965, pelo que os romanos pediram a Otão que enviasse de volta a Bento. Mas Otão recusou e Bento morreu pouco depois, em julho de 965.
Na presença dos enviados imperiais, João, Bispo de Narni, foi eleito papa e consagrado a 1 de Outubro de 965 como João XIII. Pertencia à família de Teodora, que pelo seu casamento com o senador e conde de Túsculo, Teofilato I, teve, além de Marózia, outra filha conhecida por Teodora, a Jovem, que se casou com o cônsul João. Este João entrou posteriormente na carreira eclesiástica e tornou-se bispo. Da união com Teodora teve duas filhas e três filhos, entre eles João que, ainda jovem, se tornou sacerdote e mais tarde bispo de Narni. Foi neste descendente da nobreza romana que caiu a escolha dos eleitores.
Mas alguns nobres eram hostis ao novo papa, por ser o candidato imperial e, quando o papa tentou reprimi-los, eles contra-atacaram e, em dezembro de 965 conseguiram capturá-lo e aprisioná-lo, primeiro no Castelo de Santo Ângelo e depois numa fortaleza na Campânia. João, no entanto, conseguiu escapar e encontrou protecção no príncipe Pandulfo I de Cápua, príncipe de Benevento. Em Roma mantinha-se a oposição ao novo papa, mas quando, em 966, o imperador Otão realizou uma expedição a Itália, os romanos, aterrorizados, permitiram que João XIII regressa-se à cidade a 14 de novembro. O papa não perdeu tempo em castigar os conspiradores, alguns dos quais foram enforcados e os outros expulsos.
João XIII aliou-se intimamente com o imperador. Em Abril de 967, viajou com Otão até Ravena, onde num sínodo, confirmou a elevação de Magdeburgo à dignidade metropolitana, resolveu várias disputas sobre os privilégios concedidos a igrejas e conventos e, restaurou Ravena como parte do território dos Estados Pontifícios. As relações entre João e o imperador continuaram cordiais e no dia de Natal de 967, João coroou Otão II, de treze anos, como imperador em conjunto com o seu pai. João também participou nas negociações para o casamento de Otão II com a princesa bizantina Teofânia Escleraina. O casamento teve lugar em Roma e foi abençoado pelo próprio papa a 14 de abril de 972.
O papa João XIII trabalhou intensamente nos assuntos da Igreja. No início do seu pontificado elevou Cápua ao estatuto de metropolitana, em sinal de gratidão pela ajuda prestada pelo príncipe Pandulfo. Em 969 Benevento recebeu a mesma dignidade. Confirmou decretos de sínodos realizados em Inglaterra e França. Concedeu muitos privilégios a igrejas e conventos, principalmente da Ordem de Cluny e decidiu várias questões de direito eclesiástico de vários países que a ele apelaram.